# Pattinaggio di velocità ai XXIII Giochi olimpici invernali - Inseguimento a squadre maschile
La gara dell'inseguimento a squadre maschile di pattinaggio di velocità dei XXIII Giochi olimpici invernali di Pyeongchang si è svolta tra il 18 e il 21 febbraio 2018 sulla pista dell'ovale di Gangneung.
La squadra norvegese ha conquistato la medaglia d'oro, mentre l'argento e il bronzo sono andati rispettivamente alla squadra sudcoreana e a quella olandese.

## Record
Prima della manifestazione il record del mondo e il record olimpico erano i seguenti:
| Record mondiale | 3'35"60 | Paesi Bassi Koen Verweij Jan Blokhuijsen Sven Kramer | 16 novembre 2013 Salt Lake City, Stati Uniti |
| Record olimpico | 3'37"71 | Paesi Bassi Jan Blokhuijsen Sven Kramer Koen Verweij | 22 febbraio 2014 Soči, Russia                |

Durante la competizione è stato battuto il seguente record:
| Data        | Evento       | Atleti                                                  | Nazione  | Tempo   | Record          |
| ----------- | ------------ | ------------------------------------------------------- | -------- | ------- | --------------- |
| 21 febbraio | Semifinale 2 | Håvard Bøkko Simen Spieler Nilsen Sverre Lunde Pedersen | Norvegia | 3'37"08 | Record olimpico |

## Risultati

### Quarti di finale
| Pos. | Batteria | Nazione       | Atleti                                                      | Tempo   | Note     |
| ---- | -------- | ------------- | ----------------------------------------------------------- | ------- | -------- |
| 1    | 2        | Corea del Sud | Chung Jae-won Kim Min-seok Lee Seung-hoon                   | 3'39"29 | TR, QSF1 |
| 2    | 4        | Paesi Bassi   | Jan Blokhuijsen Sven Kramer Koen Verweij                    | 3'40"03 | QSF2     |
| 3    | 1        | Norvegia      | Sindre Henriksen Simen Spieler Nilsen Sverre Lunde Pedersen | 3'40"09 | TR, QSF2 |
| 4    | 1        | Nuova Zelanda | Shane Dobbin Reyon Kay Peter Michael                        | 3'41"18 | QSF1     |
| 5    | 3        | Giappone      | Seitarō Ichinohe Shota Nakamura Shane Williamson            | 3'41"62 | QFC      |
| 6    | 2        | Italia        | Riccardo Bugari Andrea Giovannini Nicola Tumolero           | 3'41"64 | QFC      |
| 7    | 3        | Canada        | Jordan Belchos Ted-Jan Bloemen Denny Morrison               | 3'41"73 | QFD      |
| 8    | 4        | Stati Uniti   | Brian Hansen Emery Lehman Joey Mantia                       | 3'42"98 | QFD      |

### Semifinali
| Pos.         | Nazione       | Atleti                                                  | Tempo   | Distacco | Note   |
| ------------ | ------------- | ------------------------------------------------------- | ------- | -------- | ------ |
| Semifinale 1 |               |                                                         |         |          |        |
| 1            | Corea del Sud | Chung Jae-won Kim Min-seok Lee Seung-hoon               | 3'38"82 | -        | TR, QA |
| 2            | Nuova Zelanda | Shane Dobbin Reyon Kay Peter Michael                    | 3'39"53 | +0"71    | QB     |
| Semifinale 2 |               |                                                         |         |          |        |
| 1            | Norvegia      | Håvard Bøkko Simen Spieler Nilsen Sverre Lunde Pedersen | 3'37"08 | -        | , QA   |
| 2            | Paesi Bassi   | Jan Blokhuijsen Sven Kramer Patrick Roest               | 3'38"46 | +1"38    | QB     |

### Finali
| Pos.     | Nazione       | Atleti                                                  | Tempo       | Distacco | Note |
| -------- | ------------- | ------------------------------------------------------- | ----------- | -------- | ---- |
| Finale A |               |                                                         |             |          |      |
| Oro      | Norvegia      | Håvard Bøkko Simen Spieler Nilsen Sverre Lunde Pedersen | 3'37"32     | -        |      |
| Argento  | Corea del Sud | Chung Jae-won Kim Min-seok Lee Seung-hoon               | 3'38"52     | +1"20    |      |
| Finale B |               |                                                         |             |          |      |
| Bronzo   | Paesi Bassi   | Jan Blokhuijsen Sven Kramer Patrick Roest               | 3'38"40     | -        |      |
| 4        | Nuova Zelanda | Shane Dobbin Reyon Kay Peter Michael                    | 3'43"54     | +5"14    |      |
| Finale C |               |                                                         |             |          |      |
| 5        | Giappone      | Seitarō Ichinohe Ryosuke Tsuchiya Shane Williamson      | 3'41"62     | -        |      |
| 6        | Italia        | Riccardo Bugari Andrea Giovannini Nicola Tumolero       | DSQ R 256.3 | -        |      |
| Finale D |               |                                                         |             |          |      |
| 7        | Canada        | Ted-Jan Bloemen Ben Donnelly Denny Morrison             | 3'42"16     | -        |      |
| 8        | Stati Uniti   | Jonathan Garcia Brian Hansen Emery Lehman               | 3'50"77     | +8"61    |      |